# Anastassija Dmitrijewna Besrukowa
Anastassija Dmitrijewna Besrukowa (russisch Анастасия Дмитриевна Безрукова; * 5. Januar 2004 in Moskau) ist eine russische Schauspielerin und Model.

## Leben und Karriere
Besrukowa wurde am 5. Januar 2004 in Moskau geboren. Sie modelte schon als Kind für Marken wie Benetton, Pinko, Moschino und Incanto. Sie war auch auf dem Cover der Vogue Bambini zu sehen.
2016 bekam sie in dem Film Die Milchstraße eine Hauptrolle. Im selben Jahr wurde sie für den Film Nach dir gecastet. Für ihre Rolle nahm Besrukowa Tanzunterricht beim Choreografen Radu Poklitaru und Schauspielunterricht beim Balletttänzer des Moskauer Bolschoi-Theaters Yan Godovsky. Unter anderem war sie im Musikvideo Sleeplessness zu sehen.

## Filmografie (Auswahl)
- 2016: Die Milchstraße (Мле́чный путь)
- 2016: Nach dir (По́сле тебя́)